# Religieuze kleding

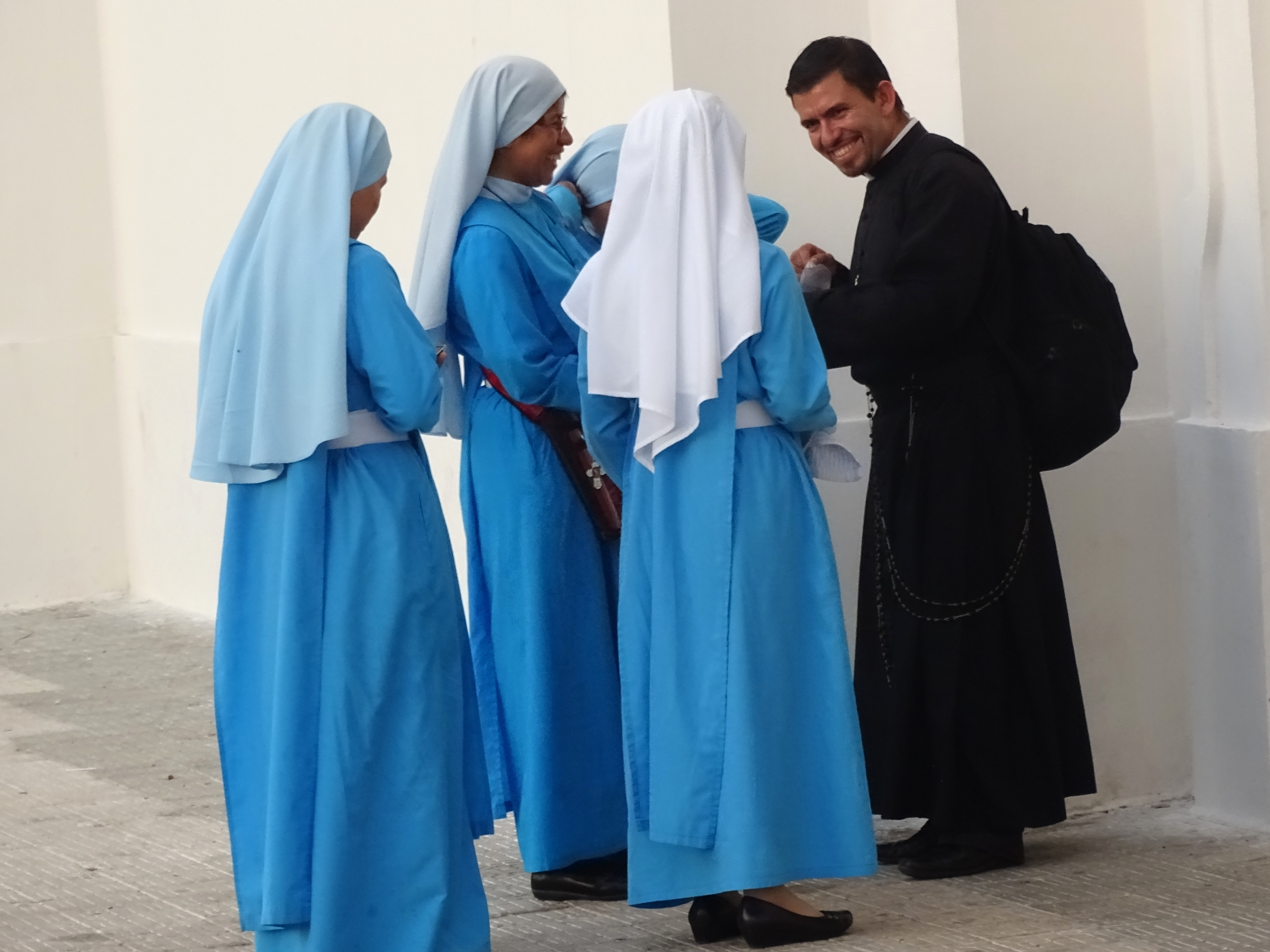
Nonnen en priester in religieuze kleding in Nicaragua

Religieuze kleding is kleding die wordt gedragen om religieuze redenen, zowel in het dagelijks leven als tijdens rituele handelingen. Veel religies houden er meer of minder strenge kledingvoorschriften op na, die vaak regionaal verschillen.

## Christendom
Religieuze kleding in het christendom is grotendeels beperkt tot de Rooms-Katholieke wereldlijke en reguliere religieuzen. Tijdens het opdragen van de heilige mis, het lof en andere rituelen draagt de priester een albe en een kazuifel. In protestante kerken droeg/draagt een dominee tijdens de dienst een toga.
Afgezien van ceremoniële kleding droegen (en dragen soms nog) RK mannelijke en vrouwelijke religieuzen onderling onderscheidende kleding. De soutane werd/wordt vooral gedragen door wereldgeestelijken en broedercongregaties. De pij was/is veelal de kleding van mannelijke kloosterlingen, het habijt werd/wordt door kloosterzusters gedragen. Daarnaast onderscheiden de verschillende kloosterorden en kloostercongregaties zich door tal van attributen zoals schoeisel, scapulier, gordel, rozenkrans, borstkruis, mantel, signum, hoofddeksel, kappen en sluiers. Vrouwelijke religieuzen van de Oosters-orthodoxe kerken en de Oosters-katholieke kerken dragen apostolniks.

## Islam

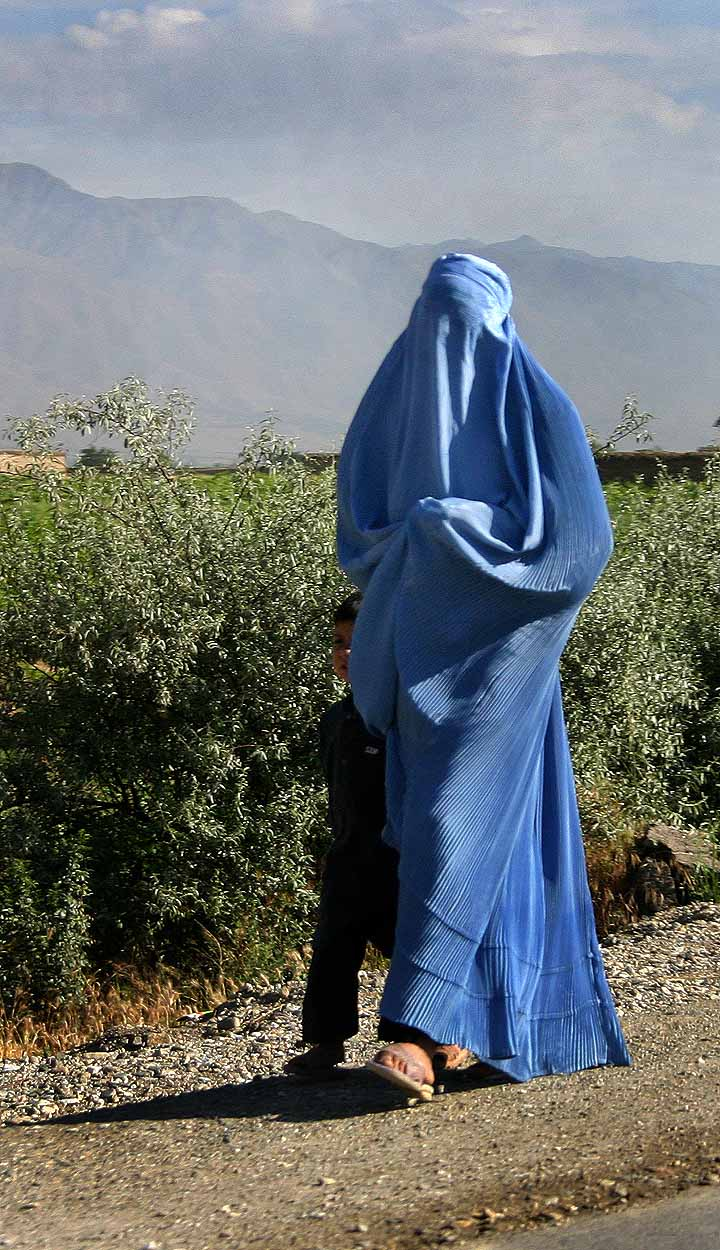
Vrouw lopend in Afghanistan met boerka.

De kledingvoorschriften in de islam worden afgeleid van de soera, Het Licht, die mannen en vrouwen voorschrijft de ogen neer te slaan, hun schoonheid niet te tonen en de hoofddoek over de borst te dragen. De interpretaties hiervan verschillen regionaal. In vele landen is een hoofddoek gebruikelijk, in Saoedi-Arabië en Jemen de nikab en in Afghanistan en delen van Pakistan de boerka.

## Jodendom

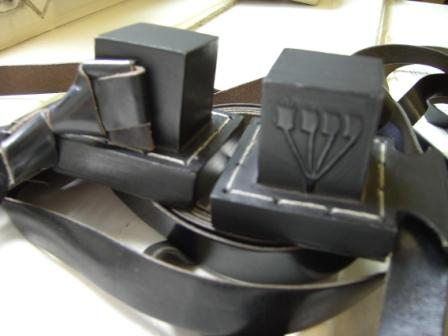
Tefillin

De interpretatie van religieuze kledingvoorschriften is zo mogelijk nog gevarieerder in het jodendom, maar mannen worden geacht een keppel te dragen. Bij gebedsdiensten worden tefilin gebruikt, gebedsriemen die om de armen gesnoerd en een klein zwart doosje dat op het voorhoofd wordt gedragen en teksten uit de Pentateuch bevat. Orthodoxere interpretaties gebieden mannen het hoofd te allen tijde bedekt te houden en verbieden vrouwen hun haren te tonen en kleding dient bescheiden te zijn.

## Boeddhisme
In het boeddhisme is religieuze kleding in de regel voorbehouden aan kloosterlingen, die een geel of oranje gewaad dragen.

## Hindoeïsme
In het hindoeïsme worden vrouwen traditioneel geacht het hoofd bedekt te houden, hoewel dit per kaste verschilt en de eisen strenger worden naarmate de kaste in status stijgt. Tevens wordt vaak een bindi gedragen die het spirituele derde oog symboliseert. Heilige mannen zijn meestal slechts gekleed in een lendendoek.

## Sikhisme
In het sikhisme worden mannen geacht hun haren verborgen te houden en wel onder een tulband die strak om het hoofd wordt gedragen.

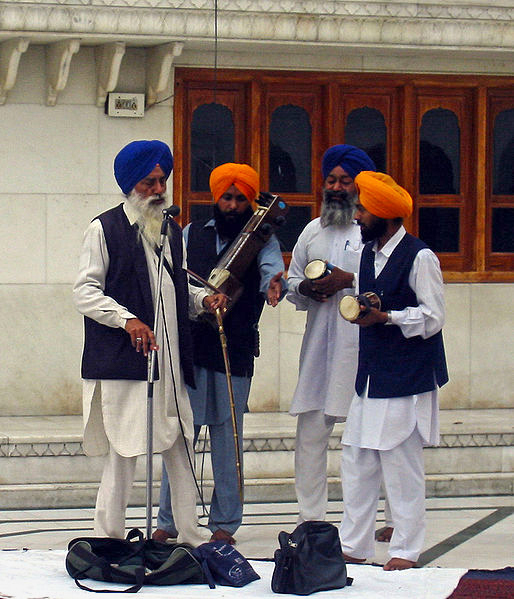
Sikhs bij de Harmandir Sahib